# Dichorisandra saundersii
Dichorisandra saundersii là một loài thực vật có hoa trong họ Commelinaceae. Loài này được Hook.f. mô tả khoa học đầu tiên năm 1875.